# Hloubka ostrosti

S pomocí hloubky ostrosti
lze některé detaily zvýraznit

Hloubka ostrosti označuje ve fotografii rozsah vzdáleností, kde se snímaný předmět musí nacházet, aby se na výsledném snímku jevil ostře lidskému oku.
Tento rozsah (rozdíl nejbližší a nejdelší vzdálenosti) se zvětšuje se zaostřenou vzdáleností,
zacloněním (klesající světelností) objektivu a zmenšující se plochou exponovaného filmu či snímače. V praxi je hloubka ostrosti důležitá pro pořízení správně zaostřeného snímku a jako prostředek odlišení fotografovaného objektu od neostrého pozadí nebo popředí.

## Optický princip
Každá čočka má tzv. ohniskovou vzdálenost. To je vzdálenost od optického středu čočky takového bodu, do kterého čočka promítne obraz z nekonečna. (Podobně tomu je i u různých soustav čoček jakými jsou například fotografické objektivy.)
Pokud promítaný předmět leží od čočky v menší než nekonečné vzdálenosti, posouvá se (u spojné čočky) ostrý průmět do větší vzdálenosti od čočky. V určité vzdálenosti za čočkou jsou tedy ostré pouze obrazy předmětů, které leží v určité vzdálenosti před čočkou. Předměty, které leží blíže respektive dále se jeví jako neostré, rozmazané, protože jejich rovina zaostření je dále respektive blíže k čočce.

## Pojem ostrosti

Znázornění kružnice splývání

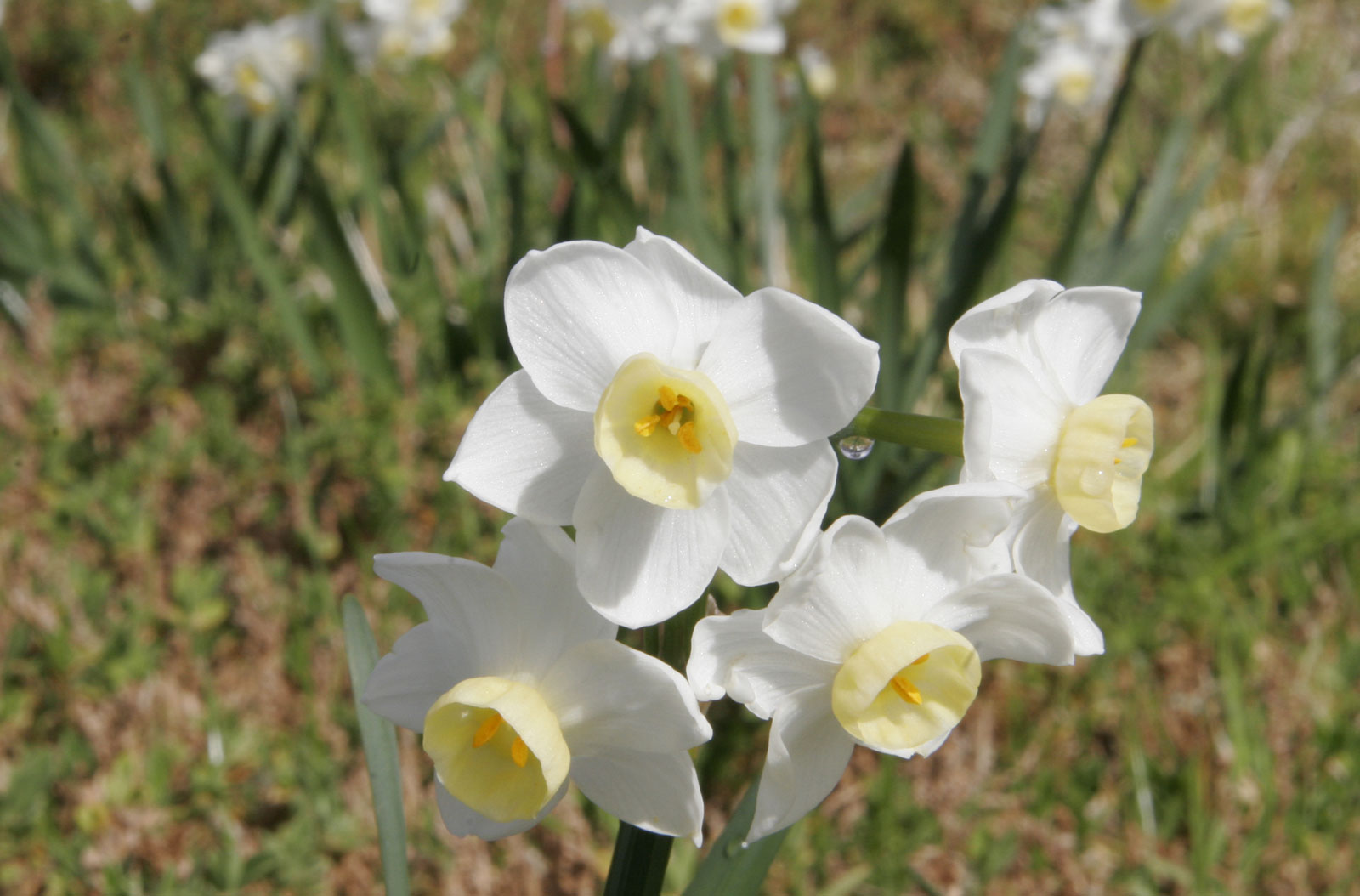
Květiny při clonovém čísle f/32

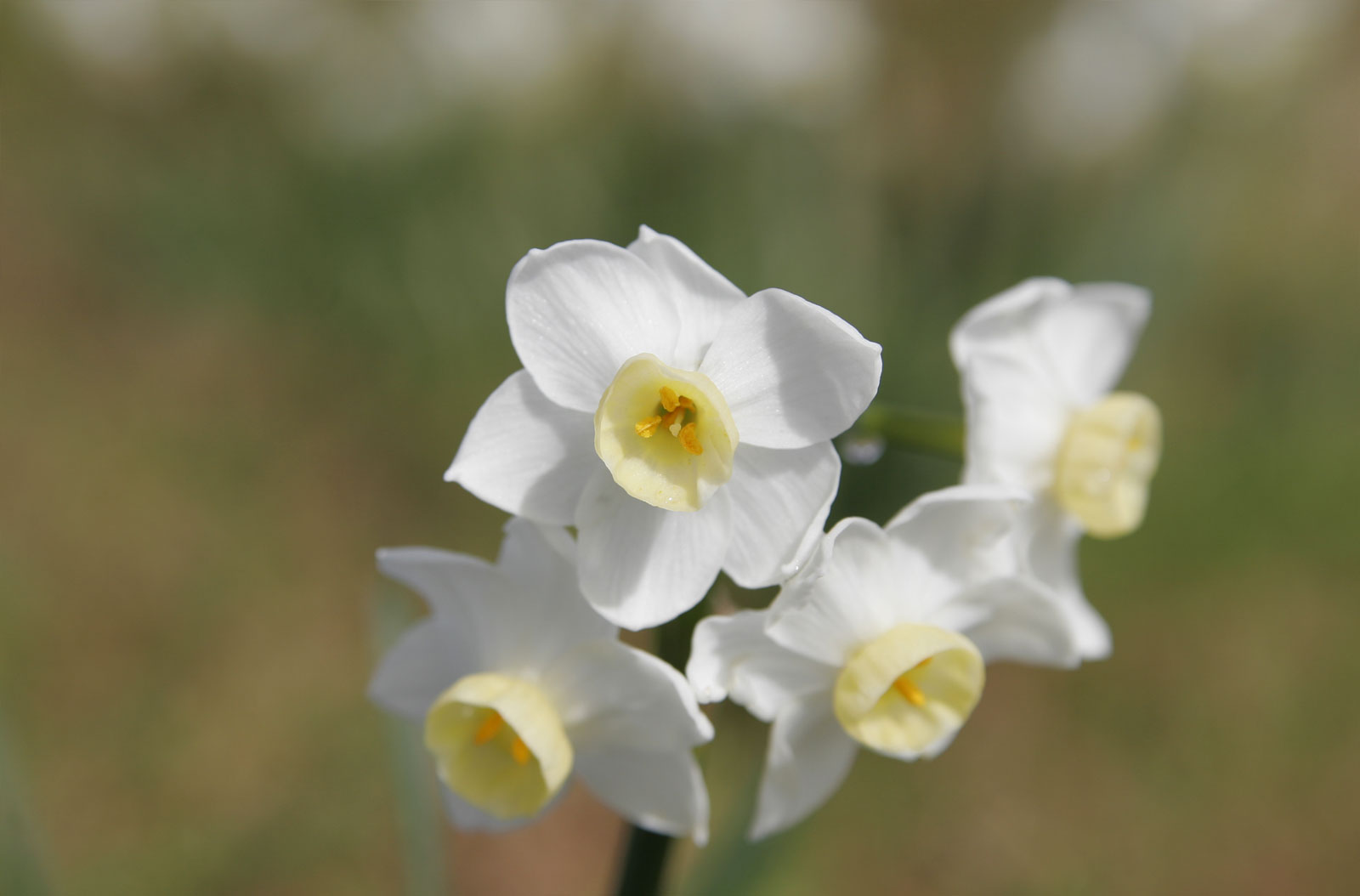
Květiny při clonovém čísle f/5

Chápání hloubky ostrosti vychází z definice ostrého a neostrého obrazu. Lidské oko má omezenou rozlišovací schopnost. Rozpozná dva body, jenom pokud jejich úhlová vzdálenost je vyšší než zhruba 1 úhlová minuta. Pokud jsou dva body blíže, začnou zdánlivě splývat do jediného bodu. Nakreslíme-li si okolo libovolného bodu kružnici s úhlovým poloměrem 1 minuta, pak všechny body ležící uvnitř této kružnice budou splývat s původním bodem a všechny body vně této kružnice budou vidět jako samostatné body.
Této kružnici se v angličtině říká Circle Of ConFusion (kružnice splývání) a má zkratku COF.
V praxi jedna úhlová minuta znamená, že budeme-li za ideálních světelných podmínek sledovat předmět z běžné čtecí vzdálenosti, budou nám splývat všechny body bližší než cca 1/6mm, tedy 0,166667 mm.
Fotografický průmysl považuje za normální rozměr fotografie pozorované z běžné čtecí vzdálenosti 13×18 cm. Taková fotografie vznikne jako pětinásobná zvětšenina políčka kinofilmu, tedy poloměr COF přeneseného na kinofilm je cca 0,166667/5 = 0,033333 mm.
Kdykoliv tedy objektivem promítneme na políčko kinofilmu bod s takovou ostrostí, že jeho obraz je menší než 0,033333 mm, jeví se obraz jako ostrý. Je-li průmět bodu kolečko o poloměru větším než COF, jeví se lidskému oku takový obraz jako rozmazaný.
Hloubka ostrosti DOF (Depth Of Field) je tedy rozmezí vzdáleností předmětů, jejichž body se promítnou na film jako kružnice o poloměru menším než je COF.
Jak je z předchozího vidět, poloměr COF závisí na velikosti zvětšeniny, formátu filmu, na který byl obraz snímán a vzdálenosti, ze které fotografii pozorujeme.
Proto se například billboard jeví z velké vzdálenosti jako perfektně ostrý, ačkoliv při pozorování z blízka na něm zřetelně uvidíme skvrny odpovídající jednotlivým barevným bodům.

## Fotografická praxe
Ve fotografické praxi ovlivňuje hloubku ostrosti několik faktorů:
- ohnisková vzdálenost objektivu; s větší ohniskovou vzdáleností klesá hloubka ostrosti. Z toho důvodu je u kompaktních digitálních fotoaparátů hloubka ostrosti podstatně větší než u kinofilmových aparátů – jejich objektivy mají reálnou ohniskovou vzdálenost okolo 10 mm, což je podstatně menší než u 35mm formátu, kde má standardní objektiv ohnisko 50 mm.
- clona – čím je clonový otvor menší (zvětšení clonového čísla), tím užší paprsek světla jím projde a tím menší kroužek vykreslí na filmu bod na scéně. Při zvětšení clonového čísla hloubka ostrosti roste.
- vzdálenost předmětu – hloubka ostrosti roste s rostoucí vzdáleností fotoaparátu od objektu. V makrofotografii může klesat až na desetiny milimetru.
- vzdálenost pozadí od fotografovaného předmětu – čím je pozadí od předmětu dále, je více neostré

Běžné digitální kamery mají velmi velkou hloubku ostrosti i při cloně otevřené na plno. Zde se dá využít takzvaného DOF adaptéru.

## Využití hloubky ostrosti
Nejčastěji se různých hloubek ostrosti cíleně využívá při kreativním fotografování. Změnou velikosti clonového otvoru lze docílit zploštění scény, či naopak zvýraznění zaostřených předmětů vůči neostrému pozadí. Pořízením sady snímků stejné scény s různou hloubkou ostrosti a jejich následnou počítačovou analýzou se dá vytvořit trojrozměrný model scény.

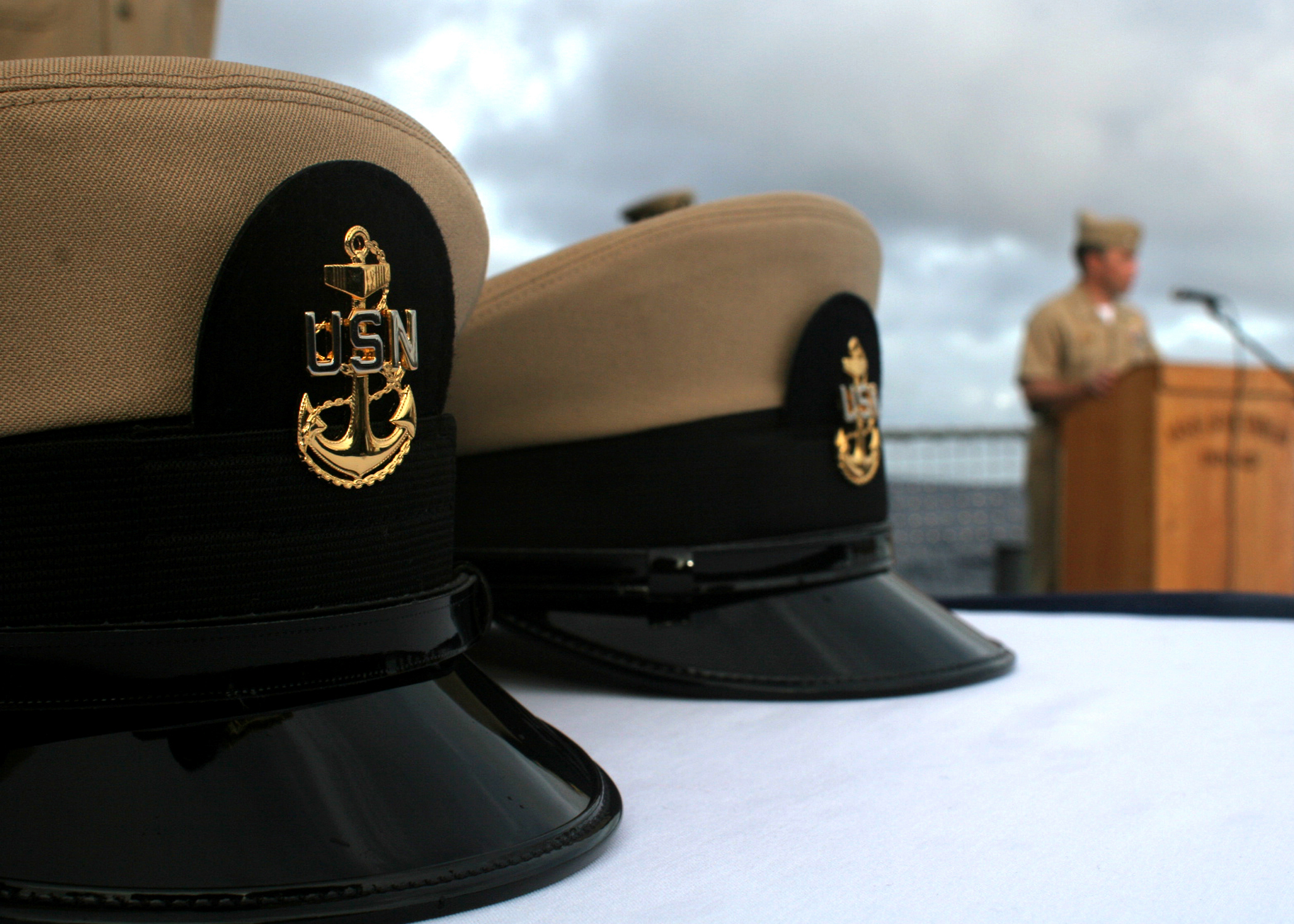
Foto: Danny Lyon